# 前田和男
前田 和男（まえだ かずお、1947年 - ）は、日本のノンフィクション作家、翻訳家、実業家、選挙参謀。

## 経歴
東京都生まれ。芝中学校・高等学校卒。東京大学農学部農業経済学科卒。在学中は全共闘に関わり、一時は過激派にも加入した。東京大学卒業後は、左派系出版社やバーなどの職を転々とした。日本読書新聞勤務をへて、企画会社「同文社」を経営。
2001年千葉県知事選、2002年参議院千葉補選で若井康彦、2003年総選挙大阪選挙区で辻恵と、立候補者の選挙参謀を務め、2007年都知事選では浅野史郎の勝手連として活動する。
路上観察学会事務局。資生堂化粧文化研究会会員。

## 著書
- 『足元の革命』（新潮新書） 2003
- 『選挙参謀 三ヵ月で代議士になれる!』（太田出版） 2004
- 『男はなぜ化粧をしたがるのか』（集英社新書） 2009
- 『民主党政権への伏流』（ポット出版） 2010
- 『紫雲の人、渡辺海旭 壺中に月を求めて』（ポット出版） 2011
- 『昭和街場のはやり歌 戦後日本の希みと躓きと祈りと災いと』（彩流社） 2023

### 共著
- 『MG5物語』（資生堂企業文化部共著、求龍堂） 2000
- 『選挙の裏側ってこんなに面白いんだ! スペシャル』（三浦博史共著、ビジネス社） 2007

## 翻訳
- 『恐喝銀行 ビッグマネー小説』（ロビン・ムーア、ベストセラーズ、ワニの本） 1978
- 『生きる勇気がわいてくる207のメッセージ』（ペギー・M・アンダースン編、ベストセラーズ） 2000
- 『ことばの魔術師からの贈り物』（オグ・マンディーノ、ベストセラーズ） 2001、のちワニ文庫
- 『少年問題の名カウンセラーが教える男の子を育てる愛のカルテ』（マイケル・トムプソン、ベストセラーズ） 2001
- 『パウエル リーダーシップの法則』（オーレン・ハラーリ、ベストセラーズ） 2002
- 『ラムズフェルド 百戦錬磨のリーダーシップ』（ジェフリー・A・クレイムズ、ベストセラーズ） 2003
- 『説得術 名リーダーに学ぶ』（ジョン・バルドーニ、ベストセラーズ） 2004
- 『タンタンタンゴはパパふたり』（ジャスティン・リチャードソン, ピーター・パーネル文、ヘンリー・コール絵、尾辻かな子共訳、ポット出版） 2008
- 『愛しの (スイート) キャロライン ケネディ王朝復活へのオデッセイ』（クリストファー・アンダーセン、ビジネス社） 2014
- 『人生は爆発だ! 最狂トランプ伝説』（ハート・シーリー、ビジネス社） 2016.5
- 『悪とはなにか　テロ、大量殺戮、無差別殺人 - 理性を超えた「人間の罪業」を解き明かす』（テリー・イーグルトン、ビジネス社） 2017